# 單若魯
單若魯，字拙庵，山東高密縣人。清初政治人物。

## 生平
單若魯為明末進士单明诩之子。崇禎十五年（1642年）舉壬午科山東鄉試。清順治三年（1646年）中式丙戌科三甲第一名進士。選庶吉士，散館授弘文院編修。官至國子監祭酒。
著有《语石斋诗》2卷，《饮水居诗稿》等。